# Phare de Þormóðssker
Le phare de Þormóðssker est un phare d'Islande. Il est situé sur l'île de Þormóðssker, dans la baie de Faxaflói.